# Макарјев
Макарјев (рус. Макарьев) град је у Русији у Костромској области. Према попису становништва из 2010. у граду је живело 7274 становника.

## Становништво
| 1939. | 1959.  | 1970. | 1979. | 1989. | 2002. | 2010. |
| ----- | ------ | ----- | ----- | ----- | ----- | ----- |
| 8.500 | 10.076 | 9.337 | 8.966 | 9.153 | 7.847 | 7.274 |